# یوجین گارفیلد
یوجین گارفیلد (به انگلیسی: Eugene Garfield) (زاده ۱۶ سپتامبر ۱۹۲۵، نیویورک سیتی- درگذشت ۲۶ فوریه ۲۰۱۷) دانشمند آمریکایی، مؤسس مؤسسهٔ اطلاعات علمی یا ISI و یکی از بنیانگذاران و پیشگامان علم‌سنجی و کتاب‌سنجی محسوب می‌شود.

## فعالیت‌ها
او دکترای خود را در زبان‌شناسی ساختاری سال ۱۹۶۱ از دانشگاه پنسیلوانیا دریافت کرد. گارفیلد بنیانگذار مؤسسه اطلاعات علمی است که در فیلادلفیا قرار گرفته است. آی‌اس‌آی امروزه یکی از قسمت‌های کلیدی شرکت تامسون-رویترز محسوب می‌شود. گارفیلد نقش اساسی در بسیاری از محصولات مؤسسه از جمله در کارنت کانتنت(Current content) نمایه ارجاع علمی، و نمایه‌های ارجاعی دیگر مثل JCR داشته است.
به دنبال ایده‌های الهام‌بخش وندیوار بوش در مقاله «آنچنان که می‌بایست اندیشید»، گارفیلد طرح جامعی را برای ارجاعات علمی پایه‌ریزی کرد. در همین راستا او در سال ۱۹۵۵ آی‌اس‌آی را تأسیس کرد. تعریف مفهوم «شاخص ارجاعی علم» محاسبه ضریب تأثیرگذاری را امکان‌پذیر کرد.
کمی بعد از آن آی‌اف به یکی از مهم‌ترین معیارهای ارزیابی و رتبه‌بندی مجلات پژوهشی دنیا بدل شد.
بیشترین فعالیت‌های گارفیلد در طی سالهای اخیر، در حوزهٔ علم سنجی، بر «تاریخ‌نگاری محاسباتی» متمرکز است. بر این اساس وی تاکنون توانسته است نرم‌افزار «هیست سایت» را که بر مبنای تاریخ‌نگاری محاسباتی کار می‌کند، به عنوان یکی دیگر از ابزارهای مورد استفاده در مطالعات علم سنجی تولید کند و آن را به نام خود در ادارهٔ پروانه ثبت اختراعات به ثبت برساند.

## دربارهٔ وی
شیفرین و بورنر، دوتن از مهم‌ترین صاحبنظران حوزه مصورسازی علم، گارفیلد را به این دلیل که از ابتدای فعالیتش در حوزهٔ علم سنجی، بحث تاریخ‌نگاری علم و ترسیم نقشهٔ تاریخی علم را مطرح و متعاقب آن از دهه ۱۹۹۰ اقدام‌های علمی مهمی را در راستای ترسیم نقشهٔ علم اجرا کرد، «پدر مصورسازی علم» می‌خوانند.